# Erenhot
Erenhot (chiń. 二连浩特; pinyin Èrliánhàotè; mong. ᠡᠷᠢᠶᠡᠨ ᠬᠣᠲᠠ, Eriyen qota; Эрээн хот, Ereen chot) – miasto na prawach powiatu w północnych Chinach, w regionie autonomicznym Mongolia Wewnętrzna, w związku Xilin Gol, przy granicy z Mongolią. W 1999 roku liczba mieszkańców miasta wynosiła 15 793.
W 1954 roku przez teren dzisiejszego Erenhotu poprowadzono Kolej Transmongolską łączącą rosyjskie Ułan Ude z chińskim Jining. Wokół stacji kolejowej Eren wzniesiono niedużą osadę, która rozwinęła się i stopniowo przekształciła w niewielką przygraniczną miejscowość. Prawa miejskie nadano w 1966 roku. Erenhot jest jedynym kolejowym przejściem granicznym na granicy chińsko-mongolskiej.
Na północny wschód od miasta znajduje się słone jezioro Dabusan Nur bogate w sól i mirabilit. Na terenach wokół jeziora znaleziono skamieniałości różnych gatunków dinozaurów, które w większości przechowywane są w funkcjonującym od 1989 roku muzeum w Erenhocie. Od początku lat 90. w położonej na południowy zachód od miasta kotlinie Eren (二连盆地) wydobywana jest ropa naftowa. W mieście znajduje się port lotniczy Erenhot.